# Amado Boudou
Amado Boudou (* 19. listopadu 1963, Mar del Plata, Argentina) je argentinský podnikatel a politik.
V letech 2011 až 2015 byl 35. viceprezidentem Argentiny. Přísahu složil 10. prosince 2011. Od 4. ledna 2012 do 25. ledna 2012 byl zastupujícím prezidentem země v souvislosti s operací a rekonvalescencí prezidentky Cristiny Fernándezové. Od 8. října 2013 do 18. listopadu 2013 opět působil jako zastupující prezident, protože prezidentka byla po operaci mozku. Viceprezidentem byl do 10. prosince 2015, tedy do skončení funkčního období, kdy složením přísahy se stala jeho nástupkyní Gabriela Michetti.

## Život
V roce 1986 ukončil studium ekonomie na univerzitě v La Plata. V letech 2009 až 2011 byl ministrem hospodářství.
Dne 27. prosince 2011 vydala tisková kanceláře prezidentky prohlášení, podle kterého Fernándezová trpí rakovinou štítné žlázy. Nádor byl objeven 22. prosince při běžné preventivní prohlídce. Od 4. ledna 2012, kdy podstoupila operaci, až do 25. ledna 2012 svůj úřad nevykonávala a byla v souladu s argentinskou ústavou zastupována viceprezidentem.

## Kontroverze
V červnu 2014 byl argentinský vicepremiér Amado Boudou obžalován z korupce.

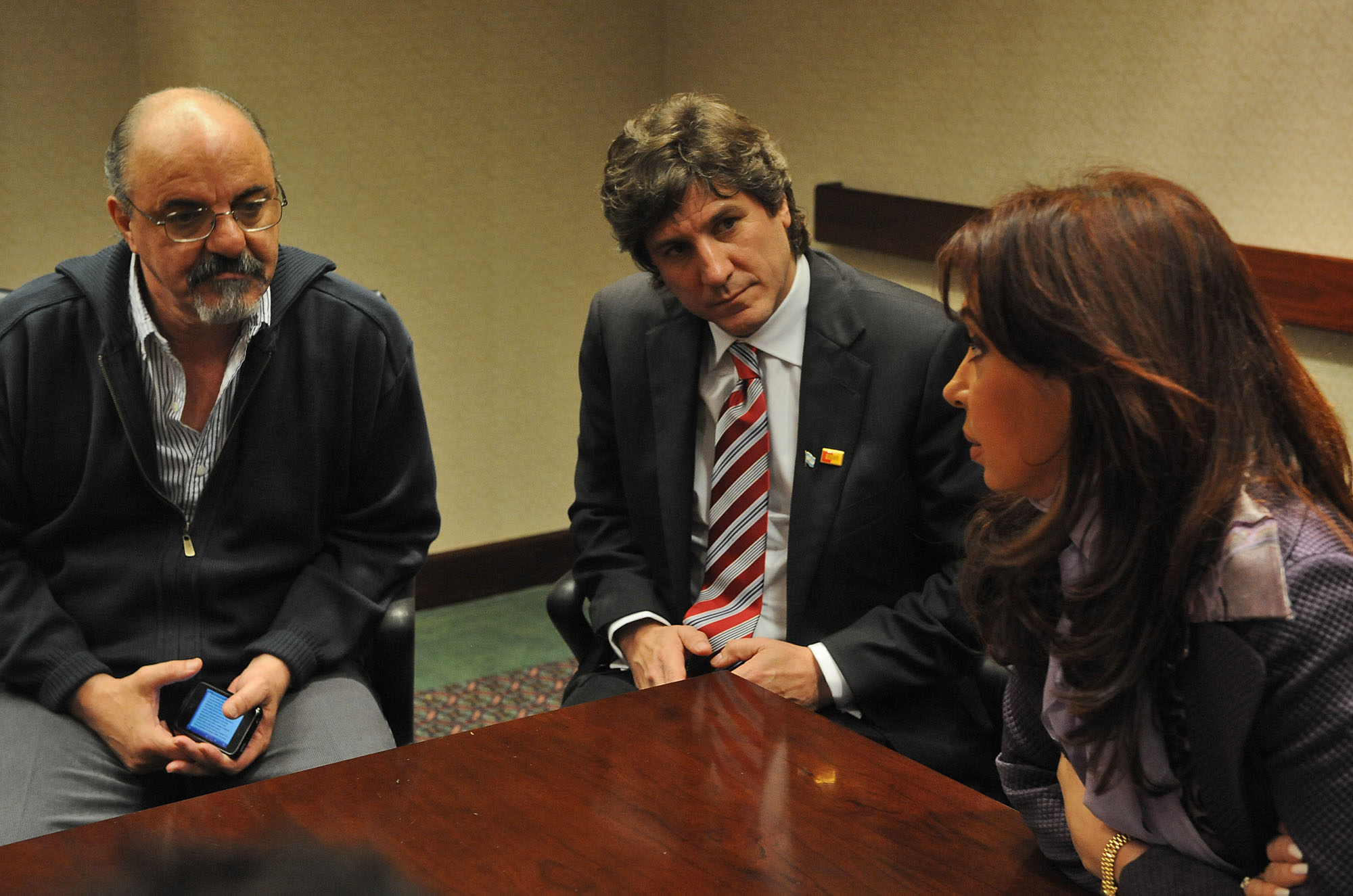
Amado Boudou s argentinskou prezidentkou Cristinou Fernández de Kirchner.